# Botryobasidium grandinioides
Botryobasidium grandinioides ist eine Ständerpilzart aus der Familie der Traubenbasidienverwandten (Botryobasidiaceae). Sie bildet resupinate, spinnwebartige Fruchtkörper aus, die auf Totholz wachsen. Botryobasidium grandinioides besitzt ein Artareal im Norden des Iran. Eine Anamorphe der Art ist bislang nicht bekannt.

## Merkmale

### Makroskopische Merkmale
Botryobasidium grandinioides besitzt gelbockerfarbene, gespinstartige Fruchtkörper, die resupinat (also vollständig anliegend) auf ihrem Substrat wachsen und unter der Lupe leicht netzartig erscheinen.

### Mikroskopische Merkmale
Wie bei allen Traubenbasidien ist die Hyphenstruktur von Botryobasidium grandinioides monomitisch, besteht also nur aus generativen, 5,5–8 µm dicken Hyphen, die sich rechtwinklig verzweigen. Die Basalhyphen sind leicht hyalin, dickwandig und mit Kristallen durchsetzt. Die Subhymenialhyphen sind hyalin, dünnwandig und cyanophil. Die Art verfügt, anders als die meisten Traubenbasidien, sowohl über Zystiden als auch über Schnallen an allen Septen. Die meist sechssporigen Basidien der Art wachsen in Nestern, werden 13–19 × 5,5–7 µm groß, sind zylindrisch und an der Basis beschnallt. Die Sporen sind breitelliptisch bis oval und 7,5–10 × 4–5 µm groß. Sie sind glatt und dünnwandig und adaxial abgeflacht bis leicht konkav.

## Verbreitung
Die bekannte Verbreitung von Botryobasidium grandinioides umfasst das nordiranische Mazandaran, wo sie nahe Shāhsavan gefunden wurde.

## Ökologie
Botryobasidium grandinioides ist ein Saprobiont, der Totholz besiedelt. Das genaue Substratsspektrum dieser Traubenbasidie ist nicht näher bekannt, sie wurde auf umgefallenen Stämmen gefunden.